# Roma (1972)
Roma är en italiensk film från 1972 i regi av Federico Fellini. Filmen skildrar 1900-talets Rom ur Fellinis ögon.
Filmen spelades in i Rom mellan mars 1971 och februari 1972. Den hade världspremiär den 14 mars 1972 vid filmfestivalen i Cannes.

## Rollista (i urval)
- Peter Gonzales som Fellini
- Fiona Florence som den unga prostituerade flickan
- Pia De Doses som prinsessan Domitilla
- Marne Maitland som guide
- Renato Giovannoli som kardinal Ottaviani